# Andreas Detlef Jensen

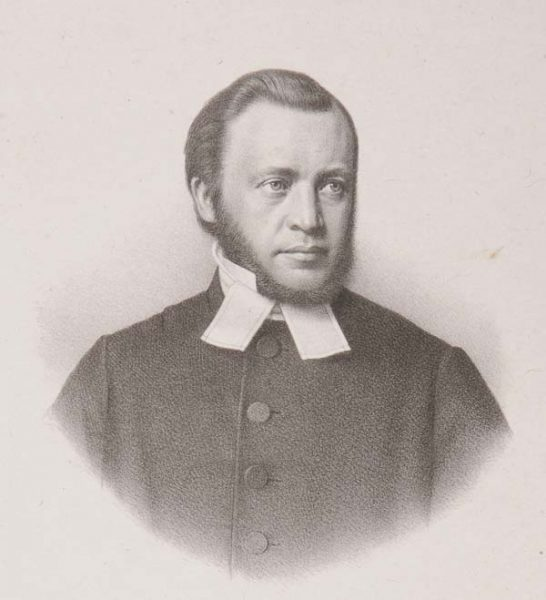
Andreas Detlef Jensen (um 1860)

Andreas Detlef Jensen, auch Andreas Detlev Jensen (* 24. Januar 1826 in Glückstadt; † 31. Mai 1899 in Kiel), war ein deutscher evangelisch-lutherischer Geistlicher und Generalsuperintendent für Holstein.

## Leben
Jensen war Sohn eines Lehrers an der Stadtschule in Glückstadt. Ab 1844 studierte er Evangelische Theologie an der Universität Kiel und der Universität Tübingen.
In der Schleswig-Holsteinischen Erhebung kämpfte er als Freiwilliger in der Schleswig-Holsteinischen Armee. Als Oberjäger in der 4. Compagnie des 3. Jägercorps wurde er in der Schlacht bei Idstedt durch einen Schuss durch den rechten Oberarm verwundet und nach seiner Genesung am 25. Januar 1851 als Invalide entlassen.
1853 bestand er „mit sehr rühmlicher Auszeichnung“ das Theologische Amtsexamen in Glückstadt. Er wurde 1855 zum Diaconus und 1856 zum Hauptpastor in Herzhorn gewählt. 1859 wurde er im Nebenamt zum dritten geistlichen Mitglied des holsteinischen Oberkonsistoriums in Glückstadt und zum Examinator ernannt.
Im Januar 1865 wechselte er als Pastor nach Norderbrarup. Nach der preußischen Machtübernahme in Holstein erhielt er am 20. September 1866 vom preußischen Oberpräsidium die Berufung zum Hauptpastor der Nikolaikirche in Kiel. 1868 erfolgte seine Ernennung zum nebenamtlichen Konsistorialrat und Mitglied des neuerrichteten königlichen evangelisch-lutherischen Konsistoriums der Provinz Schleswig-Holstein.
Am 16. Oktober 1872 wurde er als Nachfolger von Wilhelm Heinrich Koopmann zum Generalsuperintendenten für Holstein der Evangelisch-Lutherischen Landeskirche Schleswig-Holsteins ernannt. Zum 1. Februar 1891 ließ er sich aus Gesundheitsgründen in den Ruhestand versetzen.

## Werke
- Predigt beim Jahresfest der Gustav-Adolphs-Stiftung. Hamburg 1869
- Predigt bei dem 50jährigen Amtsjubiläum des Seniors O. Rehhoff. Hamburg 1877

## Auszeichnungen
- Ehrendoktor der Theologischen Fakultät der Universität Kiel, 25. Oktober 1876
- Roter Adlerorden

1874 4. Klasse
1881 3. Klasse
vor 1891 2. Klasse mit Eichenlaub
- Oldenburgischer Haus- und Verdienstorden des Herzogs Peter Friedrich Ludwig, Ehren-Komtur